# پرچم کلمبیا
پرچم کلمبیا برای اولین بار در ۲۶ نوامبر ۱۸۶۱ به رسمیت شناخته شد و به عنوان پرچم ملی و نشان ملی کشور کلمبیا شناخته می‌شود. این پرچم دارای تناسب ۹:۱۴ می‌باشد و از سه ردیف رنگ به ترتیب زرد، آبی و سرخ تشکیل شده‌است که رنگ زرد پنجاه درصد بالایی و دو رنگ دیگر هر کدام یک‌چهارم پایینی را در خود دارند.
|  |  |  |

## نمادگرایی و طراحی

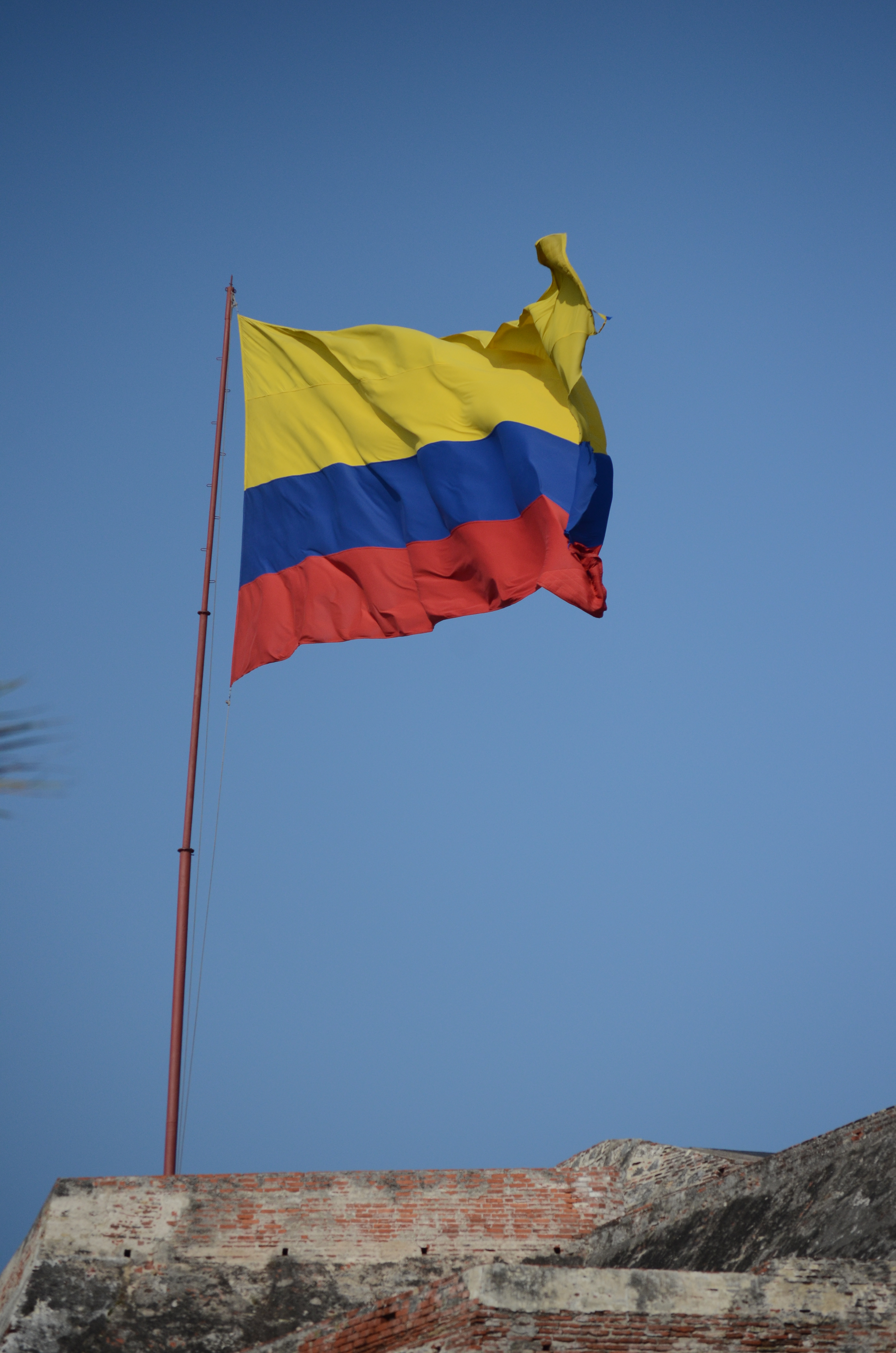
پرچم کلمبیا بر فراز کاستیو سن فلیپ د باراخاس در کاتاگنا.

مشخصات و ابعاد پرچم.

رنگ‌های زرد و آبی و سرخ از بالا به پایین با نسبت ۲:۱:۱ جای دارند. این پرچم و پرچم اکوادر از پرچم تاریخی کلمبیای بزرگ الهام گرفته‌اند. ونزوئلا نیز پرچم مشابهی دارد، که نسبت بزرگی رنگ زرد به دو رنگ زیرین در آنجا به صورت مساوی دگرگون است.
گرچه رنگ‌ها به صورت دقیق در قانون تثبیت نشده‌اند ولی به صورت معمولی رنگ‌های زیر کاربرد رایجی دارند:
| یکا                   | زرد                  | آبی                 | قرمز                 |
| --------------------- | -------------------- | ------------------- | -------------------- |
| پانتون                | ۱۱۶                  | ۲۸۷                 | ۱۸۶                  |
| مدل رنگی آرجی‌بی (hex) | 252-209-22 (#FCD116) | 0-56-147 (#003893)  | 206-17-38 (#CE1126)  |
| مدل رنگی سی‌ام‌وای‌کی    | C0-M17.1-Y91.3-K0    | C100-M61.9-Y0-K42.4 | C0-M91.7-Y81.6-K19.۲ |

با توجه به تفسیر فعلی، رنگها نشان می‌دهند:
- زرد: نشان دهنده ثروت کشور، منابع طبیعی، طلا، حاکمیت، هماهنگی، عدالت، کشاورزی و همچنین خورشید، منبع نور، است.
- آبی: دریاها در سواحل کلمبیا، رودخانه‌هایی که از آن عبور می‌کنند، و آسمان بالای سر را نشان می‌دهد.
- قرمز: نشان دهنده خون ریخته شده برای استقلال کلمبیا و نیز تلاش مردم کلمبیا، عزم و استقامتشان است. این نشان دهندهٔ آن است که اگر چه مردم کلمبیا مجبور به مبارزه هستند، آن‌ها رشد کرده‌اند.

تفاسیر دیگری نیز برای رنگ‌ها گفته شده‌است. مانند آزادی، وفاداری و هوشیاری.

## تاریخچه
فرانسیسکو د میراندا کسی بود که پرچم گرند کلمبیا و ترکیب سه‌رنگ کنونی پرچم‌های کلمبیا، ونزوئلا و اکوادر را ساخت و آن پرچم با اختلافات جزئی هنوز مورد استفاده قرار می‌گیرد. میراندا برای طراحی خود دو منبع الهام را ذکر کرده‌است. در نامه‌ای به سمیون ورونتسوف و فیلسوف شهیر، گوته، میراندا نوشته‌است که صحبت‌هایش با گوته در جشن زمستانی در سال ۱۷۸۵ منبع ذوق او بوده. با توجه به حضور میراندا در جنگ‌های مختلف، سفر مداومش به اروپا و آمریکا و وقوع جنگ‌های استقلال آمریکا، گوته به او سفارش کرد: «سرنوشت شما چنین است که در سرزمین‌تان جایگاهی ایجاد کنید که دست روزگار رنگ از رویش نشوید.» او توضیح می‌دهد که این جمله موجب خلق پرچم گشت:
| « | نخست به من آموخت که عنبیه نور را به سه رنگ اصلی تجزیه می‌کند […] سپس به من ثابت کرد که چرا زرد گرم‌ترین، نجیب و نزدیک‌ترین رنگ به روشنایی نور است؛ چرا آبی ترکیبی آشنا از هیجان و آرامش است و فاصله ای است که سایه‌ها را برمی‌انگیزاند؛ و چرا سرخ عطش است و ناپدید شدن نور به سوی سایه‌هاست. این‌گونه نیست که جهان از زرد، آبی و قرمز تشکیل شده باشد؛ در ترکیب بی‌نهایت از این سه رنگ، ما انسان‌ها تمامی اشکال رنگ‌ها را می‌بینیم. [...] [گوته به این نتیجه رسید که] کار یک کشور از یک عنوان و یک پرچم شروع می‌شود و پس از آن مردم آن‌ها را به رسمیت می‌شناسد، همان‌طور که یک مرد سرنوشت خود را برآورده می‌کند. | » |

میراندا پس از طراحی پرچم در بازدید از یک نقاشی کهن در جنوا متوجه شد که کریستف کلمب هنگام فتوحات اولیه خود در قاره نوین، در سفرنامه کریستف کلمب به پرچمی با رنگ‌های مشابه پرچم او اشاره کرده‌است.
در خاطرات نظامی میراندا منبع الهام دیگری نیز وجود دارد: استاندارد زرد، آبی و قرمز گارد برگر (Bürgerwache) در هامبورگ که او در طول سفرهایش به آلمان دید.
در سال ۱۸۰۱ در طرح تشکیل ارتشی برای جنگ‌های استقلال آمریکا اسپانیا، درخواست ناموفقی از میراندا به کابینه بریتانیا، داده شد که طراحی ده پرچم با سه رنگ زرد، سرخ و آبی برای مناطق قارهٔ آمریکا در آن بود. ولی تا ۱۲ مارس ۱۸۰۶, در ژاکمل هائیتی و طی عملیات آزادسازی ونزوئلا، این پرچم نمایش داده نشد.

## پرچم‌های قدیمی

پرچم موقت سرزمین گرانادای جدید،  ۱۸۳۱ – ۱۸۳۴. ابعاد پرچم: ۲:۳
پرچم جمهوری گرانادای جدید و کنفدراسیون گرانادا،  ۱۸۳۴ – ۱۸۶۱. ابعاد پرچم: ۲:۳
پرچم ایالات متحدهٔ گرانادای نو،  ۱۸۶۱. ابعاد پرچم: ۲:۳